# Кладенчево
Вижте пояснителната страница за други значения на Карабунар.
Кладенчево е бивше село в североизточна България, област Варна. Старото му име е било Карабунар. През 1959 г. село Кладенчево се присъединява към село Ботево с Указ № 582/обн. 29 декември 1959 г. и е заличено като самостоятелно селище.